# Orduña (Spanien)
Orduña oder Urduña (sowohl der spanische als auch der baskische Name sind offiziell) ist eine Stadt in der Provinz Bizkaia im spanischen Baskenland mit 4.203 Einwohnern (Stand: 2024).

## Geografie
Orduña liegt auf 293 m über NN in dem von Gebirgen eingeschlossenen Quelltal des Nervións. Der höchste Berg in der Umgebung ist der Peña de Orduña (1.039 m).
Das Stadtgebiet stellt eine sich zwischen Álava und Burgos befindende Exklave der Provinz Bizkaia dar.

## Geschichte
Orduña wurde im 8. Jahrhundert, zur Zeit von Alfons I., erstmals schriftlich erwähnt. Im selben Jahrhundert wurde der Ort von den Mauren erobert und kurzzeitig beherrscht, bis er im Zuge der Reconquista wieder an das Königreich Asturien fiel. Im 13. Jahrhundert etablierte sich die Stadt als Handelszentrum der Hochebene. 1536 wurde sie durch eine Brandkatastrophe zerstört, ihre wirtschaftliche Bedeutung sank daraufhin. Im 18. Jahrhundert erlebte Orduña einen neuen wirtschaftlichen Aufschwung. Anfang des 20. Jahrhunderts erschloss sich der Tourismus die Stadt, durch die Nutzung thermaler Quellen wurde Orduña zum Kurort.

## Infrastruktur und Verkehr
Orduña befindet sich in rund 40 km Entfernung der Provinzhauptstadt Bilbao an der Nationalstraße N-625 Bilbao – Pancorbo.

## Söhne und Töchter der Stadt
- Juan Ortiz de Zárate (1521–1576), Konquistador
- Iván Fandiño Barros (1980–2017), Torero